# Автоматичне розпізнавання цілі
Автоматичне розпізнавання цілей (АРЦ), це здатність алгоритму або пристрою розпізнавати цілі або об'єкти на основі даних отриманих від сенсорів.
Технологія розпізнавання об'єктів є важливим елементом для створення бойових роботів. Системи АРЦ використовуються в безпілотних літальних апаратах
і крилатих ракетах. General Electric розробила систему автоматичної розпізнавання цілі (Automatic Target Recognition Unit — ATRU) яка використовується в ракетах для уражения наземних цілей, яка обраховує дані про ціль в моменти перед запуском і після запуску, дозволяє з високою швидкістю порівнювати відео, і дозволяє ракеті SLAM-ER (Standoff Land Attack Missile — Expanded Response) бути повністю автоматизованою «голівкою самонаведення».
Найпростійшою версією АРЦ є система радіолокаційного розпізнавання.
Дослідники Іллінойського університету із підтримкою DARPA довели, що можливо побудувати зображення радар із синтезованою апертурою повітряної цілі використовуючи пасивний мультистатичний радар, з достатньою точністю, щоб реалізувати автоматичне розпізнавання цілей (ATR [Архівовано 27 лютого 2009 у Wayback Machine.]).
У не військових галузях, АРЦ застосовують, наприклад, в автоматизованих системах безпеки, які за допомогою використання активних надшироких смуг сигналів радара для ідентифікації людей або об'єктів, що потрапили на колії метро.